# صدرا ذوالریاستین
صدرا ذوالریاستین،(صدرالدین ذواریاستین) (زاده ۲۸ آذر ۱۳۱۵ شیراز) در هفده سالگی اولین قصه‌اش را بر بساط کتاب نشاند: سال که شروع می‌شود؛ انشایی با سرمایهٔ دبیرستان نمازی شیراز و به دنبال آن یاغی (قصه)، شراب تلخ (شعر) و مردی در تاریکی روحش (قصه) آثاری بودند که پیش از سال ۱۳۴۰ چاپ شدند.
مشغلهٔ شغلی و درگیری‌های مدیریتی در بانک‌های بوشهر و شیراز یک توقف ۱۷ ساله را در چاپ آثار، باعث شد. پس از سال ۱۳۵۷ و به دنبال بازنشستگی دفترهای تازه‌ای را روانه بازار کتاب کرد. تالیفات ایشان تا کنون مشتمل بر ۱۵ کتاب و حدوداً ۵۰۰۰ مقاله است که در نشریات مختلف به چاپ شده‌است. لازم به توضیح است
به گفته منتقدان بیشترین شعر را در مورد وطن سروده‌است.

## از این قلم
بین سال‌های ۳۵ تا ۴۰
- سال که شروع می‌شود (با سرمایه دبیرستان نمازی شیراز) انشاء
- یاغی (قصه)
- شراب تلخ (شعر)
- مردی در تاریکی روحش (قصه)

پس از سال ۵۷
- یادنامهٔ دکتر مرتضی (شاپور) ذوالریاستین، کاردار ایران در نروژ
- غزلواره (مجموعه غزل)
- شاید غزل (مجموعه غزل)
- حنجره‌های آفتابی (پژوهش)
- همصدا با ساز باران (مجموعه غزل)
- معاصران - فریدون توللی (پژوهش)
- آوازهای غریب (مجموعه شعر)
- قافیه‌های غایب (شعر آزاد)

آماده چاپ
- گزینه ستونهای آینه کردار، آینه در آینه، با مخاطب آشنا
- گزینه‌ای از گزارش معاصران (چهره‌های فرهنگی صد سال اخیر فارس و شیراز)
- گزینه‌ای از غزل‌های چاپ شده[۲]
- اوزان مغشوش (شعر آزاد)
- نقد و بررسی کتاب
- از جنگ بین‌الملل دوم تا حوالی جنگ بین‌الملل سوم

## سوابق کاری
سوابق کاری ایشان از پیش از انقلاب و پس از آن در بانک‌های بازرگانی، فرهنگیان و تجارت بوده و تا سِمَت‌های منطقه‌ای (مدیریت مناطق کشوری) پیش رفته‌است. پس از بازنشستگی از شغل‌های دولتی در سمت دبیر فرهنگی روزنامه‌های چون تحلیل روز، روزنامه عصر مردم، همگام، نیم نگاه و صحبت نو مشغول به فعالیت‌های فرهنگی شدند. هم‌اکنون نیز به‌جز تألیفات شخصی، در سمت دبیر فرهنگی روزنامه نیم‌نگاه شیراز مشغول فعالیت است.

## نمونه‌ای از اشعار
حجت گویایی من
ضمیر را تغییر دادم و در همان وزنی که در برابر «شیخ شعر» دست ادب به سینه گذاشتم، به خاکبوسی «خواجهٔ شعر» رفتم. آن شعر را هم در این دفتر می‌بینید.
ای عروسِ غزلت بانویِ رؤیایی من
نغمهٔ روز و شب و آیهٔ نجوایی من
در شبِ هول و گره در گره بیم و هراس
ساحلِ امنِ من و شاعرِ دریایی من
مهر و ماه غزل از دفتر تو سرزده‌اند
ای مزامیر تو سازِ لب خنیایی من
در سکوتِ شب و غم، ساز و نوای تو شده
سوز و سازِ غزل خسته و شیدایی من
ای که در وصف تو با سنگ تمام آمده‌ام
در پناهِ تو هویدا شده پیدایی من
گر چُنین مست و سَر انداز و هوایی شده‌ام
شعر سرمست تو شد ساغر صهبایی من
بارها گفته‌ام این را، که شده پیر سخن
ارغنون غزلت ساز خوش آوایی من
بی تو ((حافظ!))چه غریب است در این قصه صدا
با تو امّا ز «صدا» پر شده تنهایی من
ای که در سایهٔ شعرت شده‌ام اهل غزل
مُهره یِ مهر تو شد حُجت گویایی من

## نقد و نظر اهالی قلم
- پرویز خائفی (شاعر-نویسنده-استاد دانشگاه):

دربارهٔ سخن شیرین و صحبت دیرین صدراذوالریاستین بارها گفته‌ام و باردیگر می‌گویم که توازن هنر و شخصیت کمتر معقول و مقبولی در حیطه این کارگران در جامعه خاص و عام اتفاق می‌افتد. متواضع است و سخته می‌گوید و با این همه احاطه در آفرینش استوار، خاشعانه مصر است در محور شعر نیست و حاشیه‌ای در مقوله شعر است، انتخاب اسامی کتاب‌های متعددش از جمله (غزل واره) و (شاید غزل) و سروده‌هایی دیگر با عناوین مشابه که در دست انتشار دارد به نظر من شاهد این مدعاست؛ ولی در سایه تواضع هم نتوانسته‌است به کناره جهت گیرد و از واقعیّت راستین شعر دور بماند. (روزنامه نیم نگاه ۱۸ آبان ۱۳۸۲).
- سید محمدرضا خالصی (شاعر، منتقد، روزنامه‌نگار، استاد دانشگاه):

نکته دیگر در شعر (صدرا) که شاید وجه تمایز شعر او از دیگران محسوب می‌شود، استفاده مناسب و دقیق اوست از تشخیص یا جان پنداری(Personification). نحوه عملکرد صدرا در غزل مخصوصاً پیرامون وطن که ترجیع بند فکری او محسوب می‌شود و پوشاندن جامعه انسانی به واژه‌ها علاوه بر عینیت دادن، یک حالت ذهنی را با اتکا به احساس و ادراک مخاطب ارائه می‌کند. یعنی واژه‌هایی که به شکلی مربوط به حیطه وطن و میهن می‌شوند، علاوه بر ایفای نقش خود به خوبی از جان پنداری بهره می‌برند، تا جایی که می‌توان گفت غزل (صدرا) یک غزل عاشقانه نیست و تغزل(Lyric)رابه مفهوم همیشگی در آثار او نمی‌توان دید. معشوقه او از جنس معشوقه‌های دیگر شاعران نیست، به همین دلیل او برای این که بتواند شکل تغزلی کار خود را حفظ کند و برای رسائی زبان، به تشخیص روی می‌آورد و معشوقهٔ خود را جامعهٔ انسانی می‌پوشاند. وطن در اشعار او منشأ تحریک عواطف و احساساتش به‌شمار می‌رود. (روزنامه عصر مردم-۳۰ اردیبهشت ۱۳۸۰)
- عزیز شبانی (استاد دانشگاه، شاعر،منتقد):

شعر «دیر آمدی به پرسهٔ پهلوها» از جمله غزل‌هایی است که عمق فاجعه ویرانی انسان را در یک نمود حماسی از یک زبان قوی و توفنده در سهراب کشی‌های تاریخی این سرزمین رنجی مقدس را به کالبدینگی واژگانی درآورده است. آبشخور شعر «صدرا» روحیات، اندیشه‌ها، عشق‌ها و نفرت‌های یکی ملت بزرگ و سرزمین کهن است (روزنامه عصر مردم-۳۰ اردیبهشت ۱۳۸۰)
- گزینه غزل‌ها و اشعار آزاد ذوالریاستین منتشر می‌شود.[۳]
- آثار موجود در سازمان اسناد و کتابخانه ملی جمهوری اسلامی ایران.[۴]
- حضور صدرا در مراسم روز بزرگداشت حافظ در شیراز-مهر ۱۳۹۰.[۵]